# The Mighty Atom (Thunderbirds)
The Mighty Atom is, volgens de originele uitzending, de veertiende aflevering van Thunderbirds, de Supermarionationtelevisieserie van Gerry Anderson. De aflevering werd voor het eerst uitgezonden op ATV Midlands op 30 december 1965.
De aflevering was echter de 6e die geproduceerd werd. Derhalve wordt de aflevering tegenwoordig vaak als 6e aflevering in de serie uitgezonden.

## Verhaal
In Australië krijgt een tourgroep een rondleiding door een nieuwe nucleaire krachtcentrale. De centrale gebruikt zeewater voor een speciaal proces waarmee men hoopt de woestijn weer in vruchtbare grond te veranderen. The Hood is echter ook aanwezig in de centrale. Hij neemt foto’s van de centrale. Wanneer Hood wordt opgemerkt door een beveiligingsagent, schiet hij op de man. In plaats van de agent raakt Hood echter een gasinstallatie die ontploft, waarna de Hood wegvlucht. Van de ontstane chaos wil hij gebruikmaken om de bouwplannen van de centrale te stelen.
Medewerker Wade probeert een explosie te voorkomen met de isotopen, maar dit is onmogelijk daar hij de toegang van het zeewater niet kan afsluiten. Iedereen wordt net op tijd geëvacueerd. Het volgende moment explodeert de centrale en ontsnapt er een radioactieve wolk. Even lijkt het erop dat ook de stad Melbourne geëvacueerd moet worden, maar een plotseling opstekende wind blaast de wolk een andere kant op. Daarmee is het gevaar geweken.
Een jaar later meldt de krant dat er ondanks de ramp in Australië een tweede centrale zal worden gebouwd, maar nu in de Sahara. In zijn tempel maakt Hood echter al snode plannen voor deze nieuwe centrale. Ondertussen heeft Alan net zijn periode in Thunderbird 5 erop zitten en wordt hij vervangen door John. Op Tracy Eiland is Lady Penelope op bezoek, en ze wil graag een keer mee op een missie. In de keuken hebben Parker en Kyrano een meningsverschil over wie de drankjes mag serveren, met als gevolg dat ze het dienblad laten vallen.
In een geheim onderzoekscentrum geeft Professor Holden een demonstratie van zijn nieuwste uitvinding: The Mighty Atom: een robotmuis die niet van een echte te onderscheiden is, en die kan worden gebruikt voor spionagedoeleinden. De muis heeft een ingebouwde camera die is geprogrammeerd om gezichten te herkennen en datgene waar iemand naar staat te kijken te fotograferen. De aanwezigen zijn overtuigd. Een van de aanwezigen is echter The Hood, in vermomming. Hij hypnotiseert iedereen in de ruimte en steelt de Mighty Atom.
Hood reist direct af naar de Sahara en gebruikt de Mighty Atom om eindelijk foto’s te kunnen maken van alle technologie in de nucleaire centrale. Na genoeg foto’s te hebben verzameld roept Hood de Mighty Atom terug en wil vertrekken, tot hij opeens een beter idee krijgt. Door op dezelfde manier als vorige keer een nucleaire ramp te veroorzaken kan hij International Rescue naar de Sahara lokken en ook foto’s van hun machines maken. Hij plaatst enkele explosieven en blaast een deel van de centrale op, wat een kettingreactie veroorzaakt. Wade, die nu in deze centrale werkt, wil een tweede nucleaire wolk voorkomen en roept International Rescue op, precies zoals Hood had gepland.
John meldt het noodgeval aan Tracy Eiland. Over precies een uur zal de centrale ontploffen. Brains stelt voor Thunderbird 4 in te zetten aangezien de aanvoer van zeewater naar de centrale moet worden afgesneden. Scott vertrekt in Thunderbird 1, gevolgd door Virgil, Gordon en Penelope (die van Jeff toestemming kreeg mee te gaan) in Thunderbird 2. Scott landt als eerste bij de centrale. Virgil zet Gordon in Thunderbird 4 af in zee, en vliegt daarna zelf door naar de centrale. Virgil vraagt Penelope in Thunderbird 2 te blijven terwijl hij en Scott de centrale ingaan om te proberen de kettingreactie te stoppen. Ondertussen stuurt Hood de Mighty Atom naar Thunderbird 2. Penelope ziet de “muis” en begint te gillen.
In de centrale slagen Virgil en Scott erin de druk op de reactor te verminderen, waarna Gordon de zeewatertoevoer afsnijdt. Daarmee sluit de centrale af en is de dreiging van een explosie verdwenen. Wanneer de Thunderbirdmachines weer vertrekken heeft Virgil grote lol om Penelopes ontmoeting met de muis.
In zijn tempel bekijkt Hood de foto’s die de Mighty Atom heeft gemaakt. Tot zijn ongenoegen heeft de muis in Thunderbird 2 enkel foto’s gemaakt van de bange Penelope, en is er niets te zien van de technologie aan boord. Woedend slaat Hood de muis aan gort.

## Rolverdeling

### Reguliere stemacteurs
- Jeff Tracy — Peter Dyneley
- Scott Tracy — Shane Rimmer
- Virgil Tracy — David Holliday
- Alan Tracy — Matt Zimmerman
- Gordon Tracy — David Graham
- John Tracy — Ray Barrett
- Brains — David Graham
- Lady Penelope — Sylvia Anderson
- Aloysius Parker — David Graham
- Tin-Tin — Christine Finn
- Kyrano — David Graham
- Grandma — Christine Finn
- The Hood — Ray Barrett

### Gastrollen
- Reactormedewerker Wade — Ray Barrett
- Reactormedewerker Collins — David Graham
- Generaal Speyer — Ray Barrett
- Professor Holden — Peter Dyneley
- Reactorassistent — Shane Rimmer
- Journalist — Matt Zimmerman
- Rondleider in fabriek — David Graham
- 1e reporter — Peter Dyneley
- 2e reporter — Matt Zimmerman
- Brandweercommandant — Ray Barrett
- Bewaker — Ray Barrett
- Wetenschapper - David Holliday
- Tannoy - Sylvia Anderson

## Machines
De machines en voertuigen in deze aflevering zijn:
- Thunderbird 1
- Thunderbird 2 (met capsule 4)
- Thunderbird 3
- Thunderbird 4
- Thunderbird 5
- Hoverbikes
- TX 204 vliegtuig

## Fouten
- Bij de demonstratie van professor Holden werd vermeld dat de Mighty Atom geprogrammeerd is om foto’s te nemen van menselijke gezichten, en daarmee datgene waar ze naar kijken. Maar in de nucleaire centrale maakt de muis foto’s van het bedieningspaneel terwijl er niemand in de ruimte is.
- Een editie van de krant Melbourne Herald heeft als datum 24 december 1964. Deze datum staat echter ook op kranten in Edge of Impact, The Imposters en Cry Wolf.

## Trivia
- Tijdens de eerste nucleaire ramp, die een jaar voor de tweede plaatsvond, bestond International Rescue nog niet.
- Dit is de enige aflevering waarin alle hoofdpersonen en alle vijf de Thunderbirdmachines voorkomen.
- Deze aflevering is, evenals Attack of the Alligators in de eerste reeks uitzendingen van de AVRO/RTN niet uitgezonden.
- Het beeldje van de gouden adelaar, dat altijd op Jeff Tracy's bureau staat en waar een microfoon onder zit, is ook te zien op het bureau van Professor Holden tijdens zijn uitleg over de spionagemuis